# Ubbergen
Ubbergen (anhörenⓘ) ist ein Ortsteil der niederländischen Gemeinde Berg en Dal in der Provinz Gelderland. Bis zum 1. Januar 2015 war Ubbergen eine eigenständige Gemeinde, die dann mit Groesbeek und Millingen aan de Rijn fusionierte.

## Lage und Wirtschaft
Ubbergen liegt am Südufer des Flusses Waal zwischen der Stadt Nijmegen und Millingen. Sie besteht aus zwei ganz verschiedenen Landschaften. Am Fluss liegen die Polder der Düffel mit Wiesen, Ziegeleien und durch deren Tätigkeiten entstandene Tümpeln („tichelgaten“). Weiter nach Süden liegt das bewaldete, bei Touristen beliebte Hügelland (10–90 M. ü. NN), mit einigen klaren Bächlein. (Beek = Bach). Dieser Wald geht jenseits der deutschen Grenze in den Klever Reichswald über.
In Ubbergen gibt es nach wie vor Backsteinfabriken (u. a. in Kekerdom) und in Beek auch Wäschereien. Im Poldergebiet wird viel Rindvieh gehalten. Wegen der schönen Lage gibt es einen bedeutenden Tourismus und bereits seit dem späten 19. Jahrhundert leben hier viele oft wohlhabende Pendler, die im benachbarten Nimwegen arbeiten. Beek und Ubbergen werden stark von Villen aus der Epoche 1875–1920 geprägt.

## Geschichte
Leuth wurde bereits 891 urkundlich erwähnt. Beek war bis 1348 Teil des klevischen Landes Kranenburg. Leuth und Kekerdom gehörten noch bis nach dem Wiener Kongress zum preußischen Amt Düffel und wurden erst nachträglich im Tausch gegen Schenkenschanz an die Niederlande gegeben. Die Orte in den Flussniederungen wurden bis ins 19. Jahrhundert oft durch Überschwemmungen heimgesucht. Von Ubbergen aus begannen im Februar 1945 im Zweiten Weltkrieg kanadische Soldaten eine Offensive gegen das Gebiet um Kleve und Rees.

## Sehenswürdigkeiten
- In den Waldgebieten kann man schöne Spaziergänge machen, u. a. zur Aussichtstafel, zum „Klabauterbaum“ und auf dem „Duivelsberg“ (Teufelsberg). Namentlich im Winter hat man dabei schöne Durchblicke in das Tiefland.
- Die „tichelgaten“, durch die Gewinnung von Klei für die Ziegeleien entstandene Tümpel und Seen, sind beliebt bei Anglern aus der ganzen Region.
- Beim Fremdenverkehrsverein („VVV“) von Nimwegen kann man Blätter mit Wander- und Radstrecken in der Gemeinde Ubbergen bekommen.
- Eine der Tagesstrecken der Nijmeegse Vierdaagse führt durch Ubbergen.

Ubbergen hat mehrere Hotels, darunter bei Berg en Dal sogar ein größeres Luxushotel. Es gibt auch mehrere Campingplätze.

## Bilder

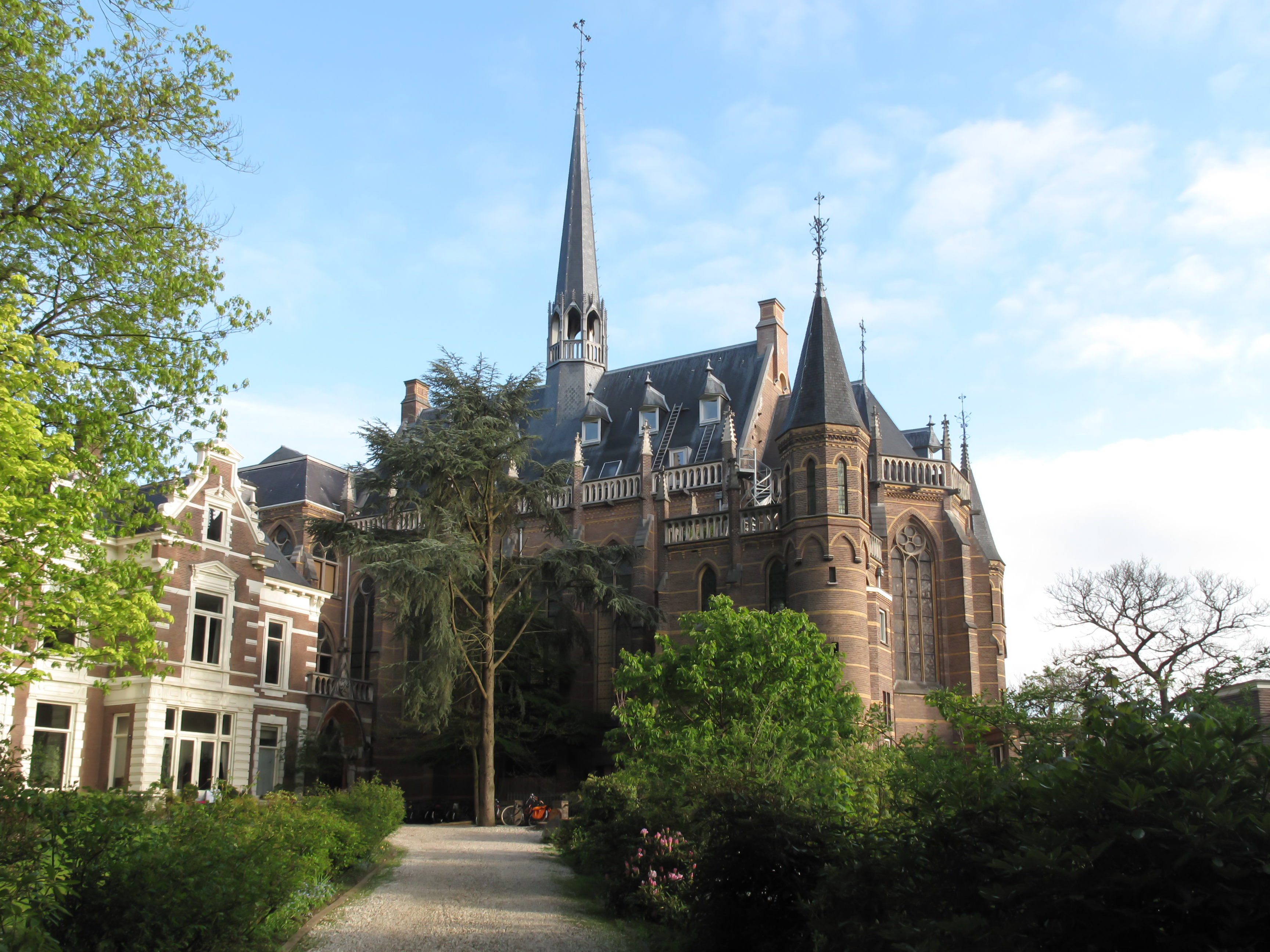
Kloster

## Politik

### Sitzverteilung im Gemeinderat
Bis zur Auflösung der Gemeinde ergab sich seit 1998 folgende Sitzverteilung:
| Partei          | Sitze | Sitze | Sitze | Sitze |
| Partei          | 1998  | 2002  | 2006  | 2010  |
| --------------- | ----- | ----- | ----- | ----- |
| PvdA            | 3     | 3     | 4     | 4     |
| GroenLinks      | 3     | 3     | 4     | 4     |
| Combinatie ’90  | 4     | 3     | 4     | 3     |
| Ubbergen Anders | —     | 4     | 2     | 2     |
| CDA             | 3     | 2     | 2     | 2     |
| VVD             | 2     | 1     | 1     | 1     |
| D66             | 1     | —     | —     | 1     |
| Gesamt          | 13    | 13    | 13    | 13    |